# Sāmaveda
El Sāmaveda (‘Veda del canto’) es un sagrado texto sánscrito del hinduismo.
texto épico-religioso con himnos dedicados a múltiples dioses
El 100 % del texto del Sāmaveda proviene del Rigveda (‘el Veda de los himnos’, el libro más antiguo de la literatura de la India, de mediados del II milenio a. C.).
Contiene un total de 1810 estrofas (rik), de las cuales 1549 (el 85,6 % del texto) son copiadas del «Sakala Śākha» del Rigveda; otras 75 estrofas (el 4,1 % del texto) son copiadas del «Bashkala sakha» del Rigveda. Las 186 estrofas restantes (el 10,3 %) son repeticiones de las estrofas anteriores.

## Etimología
- sāmaveda, en el sistema AITS de transliteración del idioma sánscrito.
- सामवेद, en escritura devanagari del sánscrito.
- Pronunciación: /sáma vedá/.[2]
- Etimología: ‘el Veda del canto ritual’. El término sánscrito sāmaveda es un término compuesto (tatpurusha) formado por las palabras sāman: ‘melodía’ o ‘canto ritual’ y veda: ‘conocimiento’, verdad (que proviene de una palabra indoeuropea de la que proviene también la palabra latina veritās y la española «verdad»).[2]

## Contexto
El Sāmaveda es el tercero de los cuatro Vedas (el núcleo más antiguo de escrituras hindúes):
- el Rigveda (el Veda de los himnos), de 1028 himnos, el texto más antiguo de la literatura de la India, de mediados del II milenio a. C.), texto épico-religioso con himnos dedicados a múltiples dioses;
- el Sāmaveda (el Veda del canto).
- el Yajurveda (el Veda de los sacrificio) y
- el Atharvaveda (el Veda de [el sabio] Atharva).

## Contenido
El Samaveda-samjitá contiene un total de 1810 estrofas.
De estas, 1549 estrofas son copiadas de los libros octavo y noveno del Rigveda (del siglo XV a. C.), ordenadas de manera diferente, y algunas estrofas repetidas en distintos lugares.
El resto (75 estrofas) son originales, y se cree que datan del siglo X a. C..
Los himnos del Sāmaveda se utilizaban principalmente durante el soma-iagñá (sacrificio de la planta psicotrópica soma), que ha sido descontinuado debido a la desaparición del conocimiento acerca de esta planta psicotrópica.

## Composición
La colección Sāma-veda está hecha de himnos, porciones de himnos y versos sueltos, todos —excepto 75— tomados del Rigveda.
Fueron reordenados sin referencia a su orden original para adecuarse a los rituales en los que se empleaban.
Los versos no están hechos para recitar sino para cantar con melodías específicamente indicadas, que emplean las siete suaras (notas).
Tales canciones se llaman samagana.
Está dedicado al canto y contiene canciones para ejecutar con tala (ritmos prescritos) y raga (melodías prescritas), exorcismos, encantamientos y plegarias devocionales hacia los dioses.
Su samhita, o porción métrica, consiste principalmente en himnos que deben cantar los brahmanes (sacerdotes) llamados udgatar en el momento de realizar los importantes sacrificios en los que se ofrecía (como libación a diversas divinidades) jugo de la planta soma, clarificada y mezclada con leche y otros ingredientes.
En estos saman compilados hay frecuentes variaciones del texto del Rigveda.
En algunos casos estas variaciones son meramente explicativas, pero preservan una pronunciación más antigua (tales como [ai] para la [e] común) que en la del Rigveda tradicional que se conoce actualmente.
En el canto saman, los versos son alterados por prolongación, repetición e inserción de sílabas stobha, y varias modulaciones, pausas y otras.
Estas se encuentran prescritas en los Ganas (o cancioneros).
Dos de estos manuales, el Grama-gueia-gana (cancionero de establecimiento) y los Arania-gana (cancionero del bosque), siguen el orden de los versos de la parte 1 del Sanhita, y los otros dos, el Uha Gana y el Uhya Gana, de la parte 2.
Esta parte está ordenada generalmente en tríos, cuyos primeros versos frecuentemente son la repetición de un verso que apareció en la parte 1.

## Recensiones
El sanscritólogo británico Ralph Griffith afirmaba que existen tres recensiones del Sāmaveda-sanjitá (Sāma-veda-saṃhitā):
- la recensión Kauthuma, que se usa en Guyarat y —desde mediados del siglo XX— en Darbhanga (Bihar).
- la recensión Yaiminíia, que se conoce en Karnataka y Keralá
- la recensión Ranaianíia, conocida en la región Maharatta (Maratha).

La recensión Kauthuma ha sido publicada (Samhita, Brahmana, Shrauta-sutra y Sutras, principalmente por el desaparecido sanscritólogo B. R. Sharma), partes de la tradición Yaiminíia permanece inédita.
Hay una edición de la primera parte del Samhita (realizada por W. Caland)
y del Brahmana (por Raghu Vira y Lokesh Chandra),
y también del olvidado Upanishad correspondiente
pero del Shrauta Sutra solo hay partes,
El cancionero permanece inédito
y la tradición está desapareciendo rápidamente.
Sin embargo, desde principios de los años 2000 algunos reconocidos especialistas en Sāmaveda están preparando una edición.